# Orobica Calcio Bergamo 2024-2025
Questa voce raccoglie le informazioni riguardanti l'Orobica Calcio Bergamo nelle competizioni ufficiali della stagione 2024-2025.

## Stagione
L'Orobica, iscrivendosi al campionato di Serie B 2024-2025 a completamento organico come seconda classificata nel girone A della Serie C 2023-2024 per la rinuncia della retrocessa Pomiglianoe per l'esclusione dell'avente diritto Meran dopo parere negativo da parte della CoViSoF, si trova ad operare sul calciomercato estivo per adeguare l'organico alla più impegnativa categoria superiore, affidando la panchina alla storica allenatrice delle "Shark" Marianna Marini.
La squadra, nonostante l'inaspettata vittoria casalinga sul ChievoVerona FM della 2ª giornata, dimostra fin dalle prime partite la differenza di competitività con le avversarie già in serie cadetta la precedente edizione, scivolando  in posizioni di bassa classifica attestandosi sotto il 10º posto man mano che perdeva gli scontri diretti nella lotta per non retrocedere. Benché sul mercato anche nella sessione invernale, la squadra chiude al 12º posto il girone d'andata, perdendo un'ulteriore posizione dopo la sconfitta con il Verona, ancora scontro diretto, alla 21ª giornata, posizione che comunque era l'ultima che le garantisse la salvezza. Avendo raccolto solo un punto negli ultimi scontri diretti, la sconfitta casalinga per 2-0 con il Academy Pavia alla 23ª giornata e il pareggio in rimonta con il San Marino nella trasferta della 28ª giornata, arriva all'ultima giornata a giocarsi la salvezza in casa del Bologna, quest'ultimo in lotta per la promozione in Serie A. Benché la squadra ospite fosse riuscita a ribaltare i due gol subiti portandosi sul 4-2, le felsinee recuperano la partita arrivando a pareggiare 4-4 in piena zona Cesarini, risultato che però condanna le bergamasche alla retrocessione e le padrone di casa a rimandare la promozione a vantaggio del Genoa.
Il rendimento in Coppa Italia è compromesso per l'impegnativo primo scontro in programma con una squadra di Serie A, interrompendosi già ai sedicesimi di finale superata dalla neopromossa Lazio nell'incontro casalingo dell'8 settembre 2024, dove pur riuscendo a riportare l'incontro sulla parità le padrone di casa escono sconfitte per la rete decisiva della nazionale ungherese Zsanett Kaján per le Biancocelesti.

## Rosa
Rosa, ruoli e numeri di maglia come da sito FIGC, integrata dal sito worldfootball.net, aggiornati al 15 aprile 2025.
| N. |                    | Ruolo | Calciatrice                |
| -- | ------------------ | ----- | -------------------------- |
| 1  | Italia (bandiera)  | P     | Francesca Fabiano          |
| 4  | Italia (bandiera)  | D     | Alessia Frecchiami         |
| 7  | Italia (bandiera)  | D     | Elisa Donda                |
| 8  | Italia (bandiera)  | D     | Alessia Salvi              |
| 9  | Italia (bandiera)  | A     | Maria Vittoria Cappa       |
| 10 | Italia (bandiera)  | A     | Giorgia De Vecchis         |
| 11 | Italia (bandiera)  | A     | Lisa Paini                 |
| 11 | Italia (bandiera)  | A     | Stefanie Reiner            |
| 15 | Albania (bandiera) | C     | Stella Toma                |
| 15 | Italia (bandiera)  | A     | Giada Maria Lopez Toaquiza |
| 16 | Italia (bandiera)  | C     | Giulia Risina              |
| 17 | Italia (bandiera)  | A     | Camilla Tengattini         |
| 18 | Italia (bandiera)  | C     | Federica Cavicchia         |
| 19 | Italia (bandiera)  | A     | Federica Troiano           |
| 19 | Andorra (bandiera) | A     | Ariana Correia Gonçalves   |

| N. |                     | Ruolo | Calciatrice        |
| -- | ------------------- | ----- | ------------------ |
| 20 | Italia (bandiera)   | D     | Martina Piazza     |
| 21 | Italia (bandiera)   | C     | Arianna Cattuzzo   |
| 23 | Italia (bandiera)   | C     | Chiara Poeta       |
| 24 | Italia (bandiera)   | C     | Antonia Peddio     |
| 26 | Italia (bandiera)   | C     | Elisa Mariani      |
| 27 | Italia (bandiera)   | P     | Federica Demarchi  |
| 29 | Italia (bandiera)   | D     | Martina Piazza     |
| 30 | Italia (bandiera)   | A     | Lorenza Scarpelli  |
| 32 | Italia (bandiera)   | D     | Gloria Madaschi    |
| 33 | Italia (bandiera)   | D     | Serena Marchiori   |
| 44 | Lituania (bandiera) | D     | Lolita Žižytė      |
| 98 | Italia (bandiera)   | A     | Sara Amoroso       |
| 99 | Italia (bandiera)   | D     | Sara Zanetti       |
|    | Italia (bandiera)   | C     | Marika Gregis      |
|    | Italia (bandiera)   | A     | Valentina Corbetta |

## Calciomercato

### Sessione estiva
| Acquisti | Acquisti           | Acquisti        | Acquisti |
| R.       | Nome               | da              | Modalità |
| -------- | ------------------ | --------------- | -------- |
| P        | Francesca Fabiano  | Sampdoria       | prestito |
| D        | Alessia Frecchiami | Monterosso      | [ 11 ]   |
| C        | Arianna Cattuzzo   | Lumezzane       | [ 12 ]   |
| C        | Elisa Mariani      | Parma           | prestito |
| C        | Antonia Peddio     | ChievoVerona FM |          |
| C        | Giulia Risina      | Cesena          |          |
| A        | Giada Lopez        | Sampdoria       |          |
| A        | Lorenza Scarpelli  | Riccione        |          |

| Cessioni | Cessioni   | Cessioni | Cessioni |
| R.       | Nome       | a        | Modalità |
| -------- | ---------- | -------- | -------- |
| A        | Anita Coda | Freedom  | [ 13 ]   |

### Sessione invernale
| Acquisti | Acquisti                 | Acquisti             | Acquisti      |
| R.       | Nome                     | da                   | Modalità      |
| -------- | ------------------------ | -------------------- | ------------- |
| D        | Lolita Žižytė            | P18 IK               | [ 14 ]        |
| C        | Marika Gregis            | Parma                | [ 14 ]        |
| C        | Stella Toma              | Fiorentina Primavera | [ 15 ]        |
| A        | Valentina Corbetta       | Brescia              | [ 14 ]        |
| A        | Ariana Correia Gonçalves |                      | [ 14 ]        |
| A        | Lisa Paini               | San Marino           | [ 14 ]        |
| A        | Sara Zanetti             | Bologna              | [ 14 ] [ 16 ] |

| Cessioni | Cessioni          | Cessioni | Cessioni |
| R.       | Nome              | a        | Modalità |
| -------- | ----------------- | -------- | -------- |
| A        | Sara Amoroso      | Cavenago | prestito |
| A        | Giada Lopez       |          |          |
| A        | Lorenza Scarpelli | Riccione |          |
| A        | Federica Troiano  |          |          |

## Risultati

### Serie B

#### Girone di andata
| Arbitro: | Niccolai (Pistoia) |

|                                                         |           |  |
| Rognoni 24’ (rig.) Ferrario 28’ Peruzzo 46’ Zazzera 89’ | Marcatori |  |

| Arbitro: | Rossini (Torino) |

|           |           |  |
| Lopez 81’ | Marcatori |  |

| Arbitro: | Giallorenzo (Sulmona) |

|                                                                                          |           |  |
| Gomes 7’, 9’ Vigliucci 17’ Pirone 26’ Bonetti 34’ Petrara 63’ Tarantino 77’ Lombardo 90’ | Marcatori |  |

| Arbitro: | Duranti (Trento) |

|                          |           |             |
| Cattuzzo 43’ Troiano 80’ | Marcatori | 36’ Magnago |

| Arbitro: | Casali (Cesena) |

|                                  |           |  |
| Fracas 47’ Zito 66’ Lunghi 90+1’ | Marcatori |  |

| Verona 13 ottobre 2024, ore 16:30 CEST 6ª giornata | Verona                  | 0 – 0 referto | Orobica | Stadio Aldo Olivieri\| Arbitro: \| Tuderti (Reggio Emilia) \| |
| Arbitro:                                           | Tuderti (Reggio Emilia) |               |         |                                                               |

| Arbitro: | Macrina (Reggio Calabria) |

|  |           |             |
|  | Marcatori | 49’ Montesi |

| Arbitro: | Cafaro (Alba Bra) |

|  |           |                             |
|  | Marcatori | 55’ Peddio 80’, 89’ Mariani |

| Arbitro: | Targhetta (Castelfranco Veneto) |

|  |           |              |
|  | Marcatori | 23’ Galbiati |

| Arbitro: | Jusufoski (Mestre) |

|                                                               |           |            |
| Berti 8’ Farina 24’ Sobal 31’, 63’ Brayda 60’ Berveglieri 67’ | Marcatori | 52’ Peddio |

| Arbitro: | Matteo (Sala Consilina) |

|            |           |  |
| Peddio 66’ | Marcatori |  |

| Arbitro: | Moro (Novi Ligure) |

|                         |           |                         |
| Ferrer 14’ Pasquali 53’ | Marcatori | 39’ Salvi 69’ Cavicchia |

| Arbitro: | Matteo (Sala Consilina) |

|            |           |                            |
| Mariani 5’ | Marcatori | 10’ Tamburini 15’ Giuliani |

| Arbitro: | Moro (Novi Ligure) |

|                       |           |  |
| Bargi 15’ Di Bari 43’ | Marcatori |  |

| Arbitro: | El Hamil (Nichelino) |

|                         |           |                                               |
| Salvi 23’ Cavicchia 37’ | Marcatori | 14’ Nocchi 30’ Battelani 48’, 67’ Söndergaard |

#### Girone di ritorno
| Arbitro: | Manzini (Verona) |

|  |           |                                                                   |
|  | Marcatori | 16’ Distefano 30’ Ferrario 53’ Rognoni 58’ Ambrosi 90+2’ Zamanian |

| Arbitro: | Rashed (Imola) |

|                                                  |           |               |
| Picchi 14’, 63’ Begal 34’ Sechi 51’ Cavallin 61’ | Marcatori | 24’ Cavicchia |

| Arbitro: | Meta (Vicenza) |

|  |           |                                           |
|  | Marcatori | 40’, 54’ Gomes 60’, 71’ Pirone 75’ Labate |

| Arbitro: | Chirnoaga (Tivoli) |

|           |           |                                     |
| Tateo 45’ | Marcatori | 1’ Corbetta 23’ Zanetti 90’ Mariani |

| Arbitro: | Atanasov (Verona) |

|                          |           |                  |
| Paini 45+2’ Corbetta 81’ | Marcatori | 88’ (aut.) Donda |

| Arbitro: | La Luna (Collegno) |

|  |           |             |
|  | Marcatori | 12’ Peretti |

| Arbitro: | Barbetti (Arezzo) |

|           |           |                               |
| Merli 47’ | Marcatori | 63’ Marchetti 75’ Battaglioli |

| Arbitro: | Frazza (Schio) |

|  |           |                      |
|  | Marcatori | 60’ Casini 88’ Terni |

| Arbitro: | Zantedeschi (Verona) |

|              |           |                            |
| Cattuzzo 26’ | Marcatori | 36’ Ghisi 79’ (rig.) Pinna |

| Arbitro: | Bissolo (Legnano) |

|              |           |                                              |
| Corbetta 68’ | Marcatori | 2’, 59’ Magri 28’, 61’ Sobal 70’ Berveglieri |

| Arbitro: | Eremitaggio (Ancona) |

|                        |           |                            |
| Jansen 9’ Di Luzio 63’ | Marcatori | 10’, 70’ Mariani 38’ Paini |

| Cologno al Serio 27 aprile 2025, ore 15:00 CEST 27ª giornata | Orobica   | 1 – 1 referto  | Freedom | Centro sportivo Giacinto Facchetti |
| \| \| \| \| \| Mariani 2’ \| Marcatori \| 51’ Cuciniello \|  |           |                |         |                                    |
|                                                              |           |                |         |                                    |
| Mariani 2’                                                   | Marcatori | 51’ Cuciniello |         |                                    |

| Arbitro: | Palmieri (Brindisi) |

|                         |           |                           |
| Miotto 21’ Giuliani 26’ | Marcatori | 61’ De Vecchis 90+4’ Toma |

| Arbitro: | Sacco (Novara) |

|  |           |              |
|  | Marcatori | Bettalli 48’ |

| Arbitro: | Artini (Firenze) |

|                                                |           |                                                 |
| Silvioni 4’, 90+4’ Söndergaard 14’ Colombo 87’ | Marcatori | 21’ Zanetti 46’ Peddio 56’ Donda 70’ De Vecchis |

### Coppa Italia
| Arbitro: | Guiotto (Schio) |

|              |           |                               |
| Cattuzzo 46’ | Marcatori | 40’ (rig.) Piemonte 71’ Kaján |

## Statistiche

### Statistiche di squadra
| Competizione | Punti | In casa | In casa | In casa | In casa | In casa | In casa | In trasferta | In trasferta | In trasferta | In trasferta | In trasferta | In trasferta | Totale | Totale | Totale | Totale | Totale | Totale | DR  |
| Competizione | Punti | G       | V       | N       | P       | Gf      | Gs      | G            | V            | N            | P            | Gf           | Gs           | G      | V      | N      | P      | Gf     | Gs     | DR  |
| ------------ | ----- | ------- | ------- | ------- | ------- | ------- | ------- | ------------ | ------------ | ------------ | ------------ | ------------ | ------------ | ------ | ------ | ------ | ------ | ------ | ------ | --- |
| Serie B      | 27    | 15      | 4       | 1       | 10      | 11      | 30      | 15           | 3            | 5            | 7            | 21           | 42           | 30     | 7      | 6      | 17     | 32     | 72     | -40 |
| Coppa Italia | -     | 1       | 0       | 0       | 1       | 1       | 2       | -            | -            | -            | -            | -            | -            | 1      | 0      | 0      | 1      | 1      | 2      | -1  |
| Totale       | -     | 16      | 4       | 1       | 11      | 12      | 32      | 15           | 3            | 5            | 7            | 21           | 42           | 31     | 7      | 6      | 18     | 33     | 74     | -41 |

### Andamento in campionato
| Giornata  | 1 | 2 | 3 | 4 | 5 | 6 | 7  | 8 | 9  | 10 | 11 | 12 | 13 | 14 | 15 | 16 | 17 | 18 | 19 | 20 | 21 | 22 | 23 | 24 | 25 | 26 | 27 | 28 | 29 | 30 |
| --------- | - | - | - | - | - | - | -- | - | -- | -- | -- | -- | -- | -- | -- | -- | -- | -- | -- | -- | -- | -- | -- | -- | -- | -- | -- | -- | -- | -- |
| Luogo     | T | C | T | C | T | T | C  | T | C  | T  | C  | T  | C  | T  | C  | C  | T  | C  | T  | C  | C  | T  | C  | T  | C  | T  | C  | T  | C  | T  |
| Risultato | P | V | P | V | P | N | P  | V | P  | P  | V  | N  | P  | P  | P  | P  | P  | P  | V  | V  | P  | N  | P  | P  | P  | V  | N  | N  | P  | N  |
| Posizione | 9 | 6 | 9 | 7 | 8 | 8 | 10 | 7 | 11 | 11 | 12 | 11 | 12 | 12 | 12 | 12 | 12 | 13 | 12 | 12 | 13 | 13 | 13 | 13 | 13 | 13 | 13 | 13 | 13 | 14 |

Legenda:

Luogo: C = Casa; T = Trasferta. Risultato: V = Vittoria; N = Pareggio; P = Sconfitta.

### Statistiche delle giocatrici
| Giocatore      | Serie B  | Serie B | Serie B     | Serie B    | Coppa Italia | Coppa Italia | Coppa Italia | Coppa Italia | Totale   | Totale | Totale      | Totale     |
| Giocatore      | Presenze | Reti    | Ammonizioni | Espulsioni | Presenze     | Reti         | Ammonizioni  | Espulsioni   | Presenze | Reti   | Ammonizioni | Espulsioni |
| -------------- | -------- | ------- | ----------- | ---------- | ------------ | ------------ | ------------ | ------------ | -------- | ------ | ----------- | ---------- |
| A. Aceti       | -        | -       | -           | -          | -            | -            | -            | -            | -        | -      | -           | -          |
| S. Amoroso     | 1        | 0       | 0           | 0          | 0            | 0            | 0            | 0            | 1        | 0      | 0           | 0          |
| A. Atobrah     | -        | -       | -           | -          | -            | -            | -            | -            | -        | -      | -           | -          |
| V. Cappa       | 25       | 0       | 0           | 0          | 1            | 0            | 0            | 0            | 26       | 0      | 0           | 0          |
| A. Cattuzzo    | 28       | 2       | 2           | 0          | 1            | 1            | 0            | 0            | 29       | 3      | 2           | 0          |
| F. Cavicchia   | 23       | 3       | 0           | 0          | 0            | 0            | 0            | 0            | 23       | 3      | 0           | 0          |
| V. Corbetta    | 11       | 3       | 0           | 0          | -            | -            | -            | -            | 11       | 3      | 0           | 0          |
| G. De Vecchis  | 30       | 2       | 3           | 0          | 1            | 0            | 0            | 0            | 31       | 2      | 3           | 0          |
| F. Demarchi    | 10       | 0       | 0           | 0          | 0            | 0            | 0            | 0            | 10       | 0      | 0           | 0          |
| A. Dodesini    | -        | -       | -           | -          | -            | -            | -            | -            | -        | -      | -           | -          |
| E. Donda       | 29       | 1       | 0           | 0          | 1            | 0            | 0            | 0            | 30       | 1      | 0           | 0          |
| F. Fabiano     | 21       | 0       | 0           | 0          | 1            | -2           | 0            | 0            | 22       | -2     | 0           | 0          |
| A. Frecchiami  | 26       | 0       | 2           | 0          | 1            | 0            | 1            | 0            | 27       | 0      | 3           | 0          |
| A.C. Gonçalves | 4        | 0       | 0           | 0          | -            | -            | -            | -            | 4        | 0      | 0           | 0          |
| M. Gregis      | -        | -       | -           | -          | -            | -            | -            | -            | -        | -      | -           | -          |
| G. Lopez       | 8        | 1       | 0           | 0          | 1            | 0            | 0            | 0            | 9        | 1      | 0           | 0          |
| G. Madaschi    | -        | -       | -           | -          | -            | -            | -            | -            | -        | -      | -           | -          |
| S. Marchiori   | 14       | 0       | 2           | 0          | 1            | 0            | 0            | 0            | 15       | 0      | 2           | 0          |
| E. Mariani     | 30       | 8       | 2           | 0          | 1            | 0            | 0            | 0            | 31       | 8      | 2           | 0          |
| R. Medolago    | -        | -       | -           | -          | -            | -            | -            | -            | -        | -      | -           | -          |
| L. Paini       | 14       | 2       | 3           | 0          | -            | -            | -            | -            | 14       | 2      | 3           | 0          |
| A. Peddio      | 21       | 4       | 0           | 0          | 1            | 0            | 0            | 0            | 22       | 4      | 0           | 0          |
| M. Piazza      | 13       | 0       | 0           | 0          | 1            | 0            | 0            | 0            | 14       | 0      | 0           | 0          |
| C. Poeta       | 20       | 0       | 2           | 0          | 1            | 0            | 0            | 0            | 21       | 0      | 2           | 0          |
| S. Reiner      | -        | -       | -           | -          | -            | -            | -            | -            | -        | -      | -           | -          |
| G.M. Risina    | 13       | 0       | 1           | 1          | 1            | 0            | 0            | 0            | 14       | 0      | 1           | 1          |
| A. Salvi       | 29       | 2       | 5           | 0          | 1            | 0            | 1            | 0            | 30       | 2      | 6           | 0          |
| L. Scarpelli   | 2        | 0       | 0           | 0          | 0            | 0            | 0            | 0            | 2        | 0      | 0           | 0          |
| C. Tengattini  | 22       | 0       | 0           | 0          | 1            | 0            | 0            | 0            | 23       | 0      | 0           | 0          |
| S. Toma        | 9        | 1       | 0           | 0          | -            | -            | -            | -            | 9        | 1      | 0           | 0          |
| F. Troiano     | 6        | 1       | 1           | 0          | 0            | 0            | 0            | 0            | 6        | 1      | 1           | 0          |
| S. Zanetti     | 16       | 2       | 0           | 0          | -            | -            | -            | -            | 16       | 2      | 0           | 0          |
| L. Žižytė      | 6        | 0       | 0           | 0          | -            | -            | -            | -            | 6        | 0      | 0           | 0          |